# Hörblach
Hörblach ist ein Ortsteil des Marktes Schwarzach am Main im unterfränkischen Landkreis Kitzingen in Bayern. Hörblach war bis zum Zusammenschluss mit fünf weiteren Orten in den 1970er Jahren eine selbstständige Gemeinde. Die Geschichte des Dorfes ist eng mit dem benachbarten Kloster Münsterschwarzach verbunden, wobei Hörblach zunächst Filialort der zum Kloster gehörenden Pfarrei Gerlachshausen war und später zur Pfarrei Stadtschwarzach gehörte. Ab dem 16. Jahrhundert herrschte der Fürstbischof von Würzburg.
Hörblach wurde nach dem Dreißigjährigen Krieg an der heutigen Stelle neu errichtet und erhielt erst zu Beginn des 20. Jahrhunderts eine eigene Kirche. Mit dem charakteristischen Hörblacher Seengebiet entsteht seit der Mitte des 20. Jahrhunderts ein Kranz von Baggerseen um den geplant besiedelten Altort. Die Seen sind insbesondere bei Badetouristen im Sommer beliebt. Daneben führt die Bundesautobahn 3 im Süden der Gemarkung an Hörblach vorbei.

## Geografische Lage

### Geografie und naturräumliche Lage
Hörblach liegt im äußersten Süden des Schwarzacher Gemeindegebietes. Von Norden kommend fließt der Main im Westen an dem Dorf vorbei. Der Nordosten wird von Stadtschwarzach eingenommen, das inzwischen mit Münsterschwarzach und Gerlachshausen zusammengewachsen ist. Im Osten beginnt das Gemeindegebiet von Kleinlangheim, der Ortsteil Stephansberg in der Gemarkung von Haidt liegt Hörblach am nächsten. Im äußersten Südwesten der Gemarkung grenzt Großlangheim an das Dorf. Im Süden ragt der Kitzinger Klosterforst und das Gebiet der Stadt Kitzingen selbst bis nahe an Hörblach. Westlich liegt Dettelbach-Mainsondheim und die Gemarkung von Dettelbach auf der anderen Mainseite.
Nächstgelegene, größere Städte sind Kitzingen, mit einer Distanz von etwa 7 Kilometern und Volkach, das ungefähr 8 Kilometer entfernt ist. Die nächste Großstadt ist das etwa 21 Kilometer entfernte Würzburg.

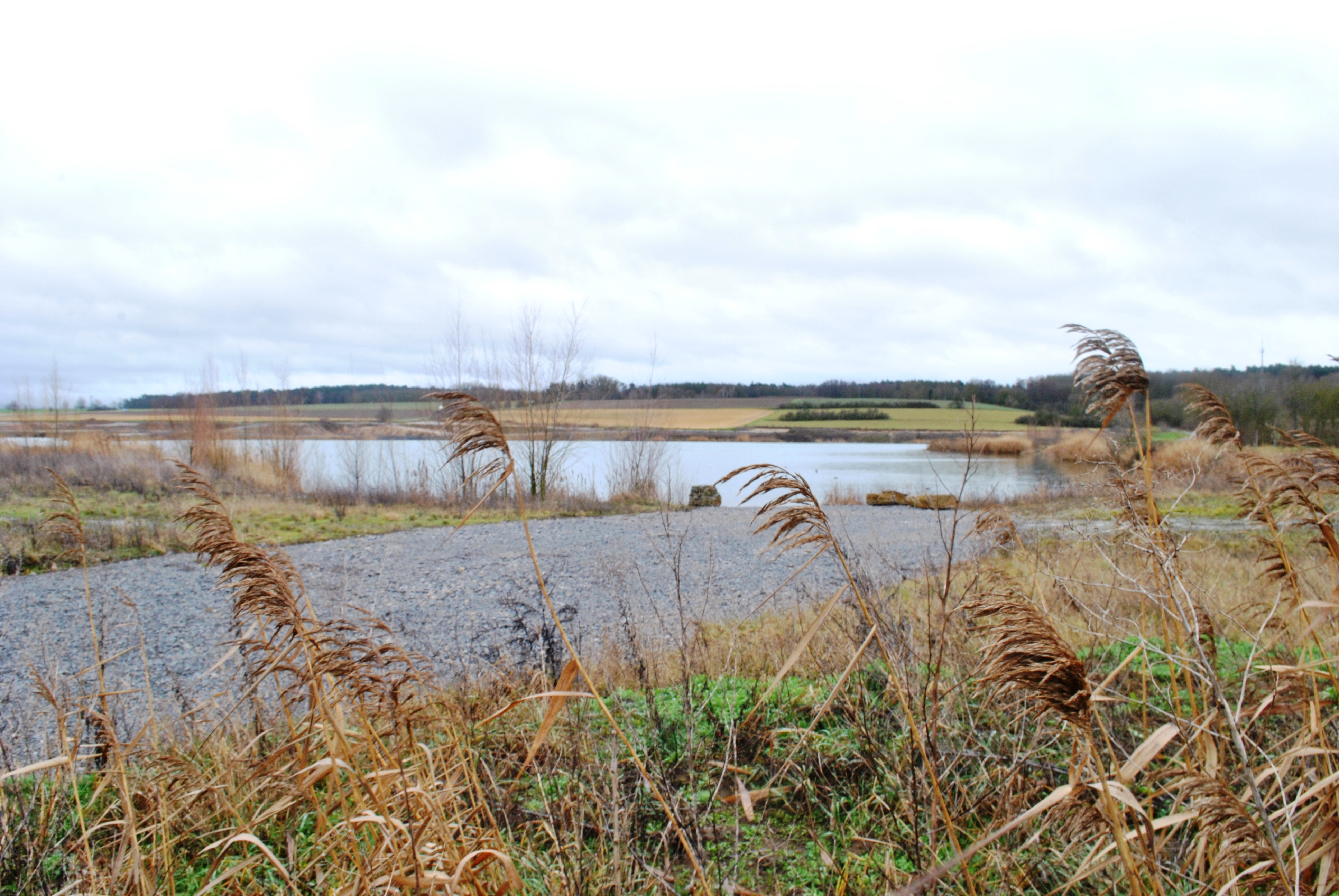
Ein Gewässer des Hörblacher Seengebietes

Hörblach und seine Gemarkung bilden den südlichen Abschluss der Schwarzacher Talweitung (auch Schwarzacher Becken). Dieser Naturraum ist Teil des Mittleren Maintales und zeichnet sich durch seine direkt an den Main anschließenden flachen Abschnitte aus. Hier münden drei Bäche mit ursprünglich nahezu gleicher Schüttung im Abstand von nur etwa 250 m in den Main, die flache Schwemmfächer vor sich her schieben. Daneben haben insbesondere die südlichen Bereiche Anteil am Albertshofener Flugsandgebiet, das von den großen Waldflächen des Kitzinger Klosterforstes dominiert wird und sich durch Flugsande kennzeichnet.
Der Ortsteil liegt in der Maingauklimazone, die zu den trockensten und wärmsten Klimazonen in Deutschland zählt. Das erklärt auch den Weinbau, der heute allerdings für Hörblach keine wirtschaftliche Rolle mehr spielt. Geologisch überwiegen auf der Ostseite des Maines bereits Keupergesteine, die eigentlich besonders typisch für das sogenannte Steigerwaldvorland weiter östlich sind. Daneben ragen auch Flugsandgebiete mit Dünenbildung in die Gemarkung.
Hydrologisch wird Hörblach vom Main dominiert, der im Westen die Gemarkung durchquert. Daneben spielt der Mainzuflus Wenzelbach, der im ebenfalls zu Schwarzach gehörenden Düllstadt entspringt, eine gewisse Rolle. Charakteristisch für das Dorf sind aber die vielen Seen, die teilweise als Baggerseen im 20. Jahrhundert zur Sandgewinnung entstanden, teilweise aber natürlichen Ursprungs sind. Die Seen werden von einigen unbenannten Bächen gespeist. Zwei Seen (das Sphagnum und der Botanische Garten) sind seit den 1940er Jahren als Naturdenkmäler unter Schutz gestellt. Ein weiteres Naturdenkmal ist eine Wiese im Norden der Bundesautobahn, auf der seltene Riedgräser wachsen. Teile der Gemarkung sind außerdem als Vogelschutzgebiet ausgewiesen. → siehe auch: Hörblacher Seengebiet

### Dorfgliederung
Die Hörblacher Gemarkung nimmt eine Fläche von 4,5 km² ein. Zentral ist in ihr die bebaute Fläche zu finden. Hörblach selbst wurde im 17. Jahrhundert als geplantes Straßendorf an der heutigen Stelle errichtet, zuvor soll der Ort näher am Waldrand gelegen sein. Das Zentrum des langgestreckten Ortes bildet die kleine Filialkirche. Die einzigen Neubaugebiete sind im Norden und Osten des Altortes entstanden. Hörblach besitzt keinen eigenen Friedhof, die Verstorbenen werden in Stadtschwarzach bestattet.
Die ausgedehnte Gemarkung wird von dreierlei Landschaften eingenommen. Westlich des Altortes sind die meisten Baggerseen zu finden, deren Flächen weiterhin stetig vergrößert werden. Der größte dieser Seen wird heute als Badesee auch touristisch genutzt. Im Süden, durch die Bundesautobahn von der restlichen Gemarkung getrennt, beginnen die ausgedehnten Waldgebiete um den Kitzinger Klosterforst. Die Waldabteilungen Knock und Sandgrube liegen in Hörblacher Gemarkung. Eine weitere Waldfläche liegt im äußersten Südwesten der Gemarkung, das sogenannte Bauernholz.

## Geschichte

### Vor- und Frühgeschichte
Das Schwarzacher Becken besitzt eine lange Siedlungsgeschichte, die bereits bis in das Paläolithikum reicht. Zwischen Hörblach und Haidt wurden die ältesten Funde gemacht. Die dort ausgegrabenen Steinklingen verweisen auf die frühe Steinzeit. Vor 4000 Jahren siedelten dann Schnurkeramiker der Jungsteinzeit in der Umgebung von Schwarzenau, Hörblach und seine Gemarkung besitzt keinerlei Funde dieses Zeitschnittes. Beim Bau der Bundesstraße entdeckte man Hinterlassenschaften der Urnenfelderzeit um Hörblach.
Besonders bedeutsam sind die Hügelgräber um Hörblach, die im heute sogenannten Bauernholz von der damals wohnhaften, keltischen Bevölkerung angelegt wurden. Bei Grabungen tauchten Urnen, Armringe und Bronzenadeln auf, die der Hallstattzeit zwischen 800 und 500 vor Christus zuzuordnen sind. Die Gräber machen eine in der Nachbarschaft gelegene Siedlung wahrscheinlich. Eventuell geht das heutige Hörblach auf die keltisch-suebische Mischbevölkerung zurück, die damals in diesem Raum lebte.
Die Sueben schlossen sich im 3. nachchristlichen Jahrhundert zusammen und tauchten erstmals unter dem Namen Alemannen auf. Die Alemannen, die ebenfalls für die Entstehung von Hörblach verantwortlich sein könnten, verschwanden bald darauf. Sie machten den Burgunden Platz, die bis ins 4. Jahrhundert zwischen Main und Schwarzach siedelten. Diese germanischen Stammesverbände etablierten auch den Namen Schwarzach für das Fließgewässer im Zentrum der Talweitung.
Die Franken begannen ab dem 6. Jahrhundert in das Becken vorzustoßen. Sie brachten das Christentum an den Main mit und etablierten erste Verwaltungsgrenzen, die sogenannten Gaue. Das spätere Hörblach lag südlich des Schwarzachbachs und war damit Teil des Iffgaus. Allerdings tauchte der Ort nicht in den Quellen auf, als im 8. Jahrhundert das Kloster Münsterschwarzach gegründet wurde, und fand auch in einer Urkunde von 918 auf, in der die meisten Orte der Talweitung erstmals genannt wurden.

### Mittelalter
Über die Ersterwähnung von Hörblach herrscht in der Literatur Uneinigkeit. Zwei Jahreszahlen kursieren in der Forschung, die allerdings beide ins 12. Jahrhundert datieren. Manche Veröffentlichungen bevorzugen das ältere 1113, andere verweisen vage auf die Zeit vor 1135 bzw. das Jahr 1134. Über den Inhalt der Urkunde herrscht wiederum Einigkeit: Abt Rupert von Kloster Münsterschwarzach erwarb von Graf Heinrich zu Castell alle seine Güter und Rechte in Gerlachshausen, wozu auch das Patronatsrecht über die Pfarrei mit ihrer Filiale „Hurwilaha“ gehörte.
Die Urkunde ermöglicht eine herrschaftliche Zuordnung Hörblachs in den Einflussbereich der Abtei Münsterschwarzach, die auch in den folgenden Jahrhunderten noch Grundherr über die Hörblacher Bevölkerung blieb. Allerdings musste sie sich diese Aufgabe mit dem Hochstift Würzburg teilen, das im 13. Jahrhundert auf Kosten der Grafen zu Castell am Maindreieck aufstieg. So verzichtete Graf Rupert zu Castell im Friedensvertrag vom 18. Januar 1230 auf alle seine Rechte an Stadtschwarzach, Gerlachshausen und damit auch auf die Filiale Hörblach.
Neben den großen Herren der Umgegend waren auch andere Adelige in Hörblach begütert. 1250 gelang es dem Münsterschwarzacher Klostervorsteher Rütger mehrere Huben im Ort vom Edlen Friedrich von Scheinfeld zu erwerben. Im 14. Jahrhundert erwähnte man die Ritter von Dettelbach, die einen Gutshof im Dorf besaßen. 1384 erwähnte man Endres Truchseß aus einer der Rittergeschlechter des Hochstifts, der mehrere Weidwerke um Hörblach an den Würzburger Bischof Gerhard von Schwarzburg verkaufte. Auch die Benediktinerinnen von Kloster Kitzingen waren begütert.
Einen Einschnitt erfuhren die Dorfbewohner in der ersten Hälfte des 15. Jahrhunderts. Der Adelige Erkinger VI. von Seinsheim, der sich auch nach seinem Gut Schwarzenberg bei Scheinfeld nannte, kam, wohl durch Kauf, in den Besitz des Dorfes Hörblach. Diese Erwerbung führte in der Folgezeit zu mehreren Auseinandersetzungen mit dem Würzburger Hochstift und dem benachbarten Kloster. Zeitweise wurden die Hörblacher deshalb mit dem Kirchenbann belegt.

### Frühe Neuzeit
Die Frühe Neuzeit ist auch in Hörblach mit vielen kriegerischen Auseinandersetzungen verbunden. Sie begann mit dem Deutschen Bauernkrieg, in dem sich die von der Landwirtschaft lebende Bevölkerung Frankens 1525 gegen die Obrigkeit und ihre Abgaben erhob. Ein Bauernhaufen zog von Großlangheim kommend durch Hörblach und viele Bewohner schlossen sich ihm an. Die Hörblacher beteiligten sich am Überfall auf Schloss Stephansberg und plünderten auch das Kloster Münsterschwarzach. Über eine Bestrafung der Rädelsführer schweigen die Quellen.
Im Jahr 1539 gelangte das Dorf an die Markgrafen von Ansbach und blieb damit vorerst außerhalb des hochstiftischen Machtbereichs. Dennoch meldeten auch andere Herren Ansprüche auf das Dorf an. Erst 1551 gelang es Würzburg, sich nach dem Verkauf durch Sigmund von Schwarzenberg wieder in den Besitz des Dorfes zu bringen. Allerdings verwüsteten noch 1553 würzburgische Truppen Hörblach und setzten im Zweiten Markgrafenkrieg den Ort in Brand. Bereits 1545 war Hörblach von Einquartierungen im Schmalkaldischen Krieg betroffen gewesen.
Ab 1556 war Hörblach wieder Teil des Hochstifts Würzburg und die Markgrafen verzichteten auf ihre Ansprüche. Würzburg teilte Hörblach dem Amt Dettelbach zu. Die Fürstbischöfe von Würzburg verpfändeten ihr Dorf allerdings in der Folgezeit. So gelangte 1567 Wolf Radolf von Westerstetten in den Besitz des Ortes. Zugleich breitete sich in der Mitte des 16. Jahrhunderts der Protestantismus in Hörblach schnell aus. 1572 intervenierte der Schwarzacher Abt Johannes Burckhardt und holte gelehrte Jesuiten hierher, um den Leuten den Katholizismus wieder nahe zu bringen.
Die Gegenreformation erhielt ihren sinnfälligsten Ausdruck in der 1590 erfolgten Umpfarrung von Hörblach, das bisher Teil der Pfarrei Gerlachshausen gewesen war, in die näher gelegene Kirche Heiligkreuz in Stadtschwarzach. Damit war der Ausbreitung des Luthertums ein Riegel vorgeschoben und Hörblach blieb katholisch. Im Jahr 1622 wurde die Anna-Guthwill-Stiftung erstmals erwähnt, die für die Frauen des Dorfes einmal jährlich einen Fastnachtsumtrunk finanzierte.
Im gleichen Jahr, 1622, begann auch der Dreißigjährige Krieg sich auf die Gemeinde auszuwirken, weil immer mehr Heere durch den Ort zogen. 1628 begannen Musterungen unter der Hörblacher Bevölkerung. Im Jahr 1631 zogen die Schweden in Mainfranken ein und besetzten die Amtsstadt Dettelbach. Sie plünderten auch die Nachbardörfer, sodass es von Hörblach ein Jahr später heißt, es sei „in Grund und Boden verderbt“. Hörblach lag wüst und die Flur wurde von den benachbarten Stadtschwarzachern bestellt.
Obwohl die Kriegsbelastungen in den kommenden Jahren abnahmen, verzichtete man zunächst auf eine Wiederbesiedlung des Ortes. 1637 wählte man immerhin die Feldgeschworenen aus den versprengten Bewohnern, die wohl überwiegend in Stadtschwarzach Zuflucht gefunden hatten. In den 1640er begann der geplante Wiederaufbau, der von Abt Remigius Winckel vorangetrieben wurde, wobei man das neue Hörblach jetzt viel näher an den Fluss Main rückte. Es entstand ein Straßendorf mit gleichmäßig großen Höfen, insgesamt 31 Herd- und Hofstätten wurden erbaut.
Nach dem Dreißigjährigen Krieg endeten die Belastungen für die Bewohner des neuen Hörblach allerdings nicht. Im Jahr 1675 zogen brandenburgische Soldaten des Kurfürsten Friedrich Wilhelm von Preußen im Nordischen Krieg durch das Dorf und pressten den Einwohnern einen Tribut ab. Die Lage in der Nähe der Mainfurt Schwarzenau machte Hörblach für solche Einquartierungen und Durchzüge immer wieder relevant. 1676 wurden Teile eines Dragonerregiments im Ort untergebracht.
Erst im 18. Jahrhundert gelang es im Dorf eine Schule zu etablieren, die im alten Rathaus untergebracht wurde. Allerdings gingen auch die Einquartierungen weiter. 1758 und 1762 weilten preußische Husaren in Hörblach und trieben das Vieh der Bevölkerung in die Wälder, 1792 bezogen österreichische Truppen Quartier. 1794 und 1796 wechselten sich kursächsische, französische und österreichische Soldaten ab. Das Vieh starb an einer von den Soldaten mitgebrachten Rinderpest. Ab 1800 wurde Hörblach jedes Jahr von Soldatenkorps heimgesucht.

### Neuzeit: In Bayern
Nachdem Napoleon Bonaparte im Jahr 1802 die linksrheinischen Gebiete, die zu Bayern gehörten, seinem neuen Kaiserreich zugeschlagen hatte, musste er die Verbündeten Bayern irgendwie entschädigen. Dies gelang ihm, indem er die seit dem Mittelalter existierenden geistlichen Territorien 1803 säkularisierte und in Kurpfalzbayern eingliederte. Hörblach, Teil des alten Hochstifts Würzburg, wurde bayerische Gemeinde. Das benachbarte Münsterschwarzach verlor seine Abtei. Nach einer kurzen Zwischenzeit im Großherzogtum Würzburg wurde man 1814 endgültig bayerisch.

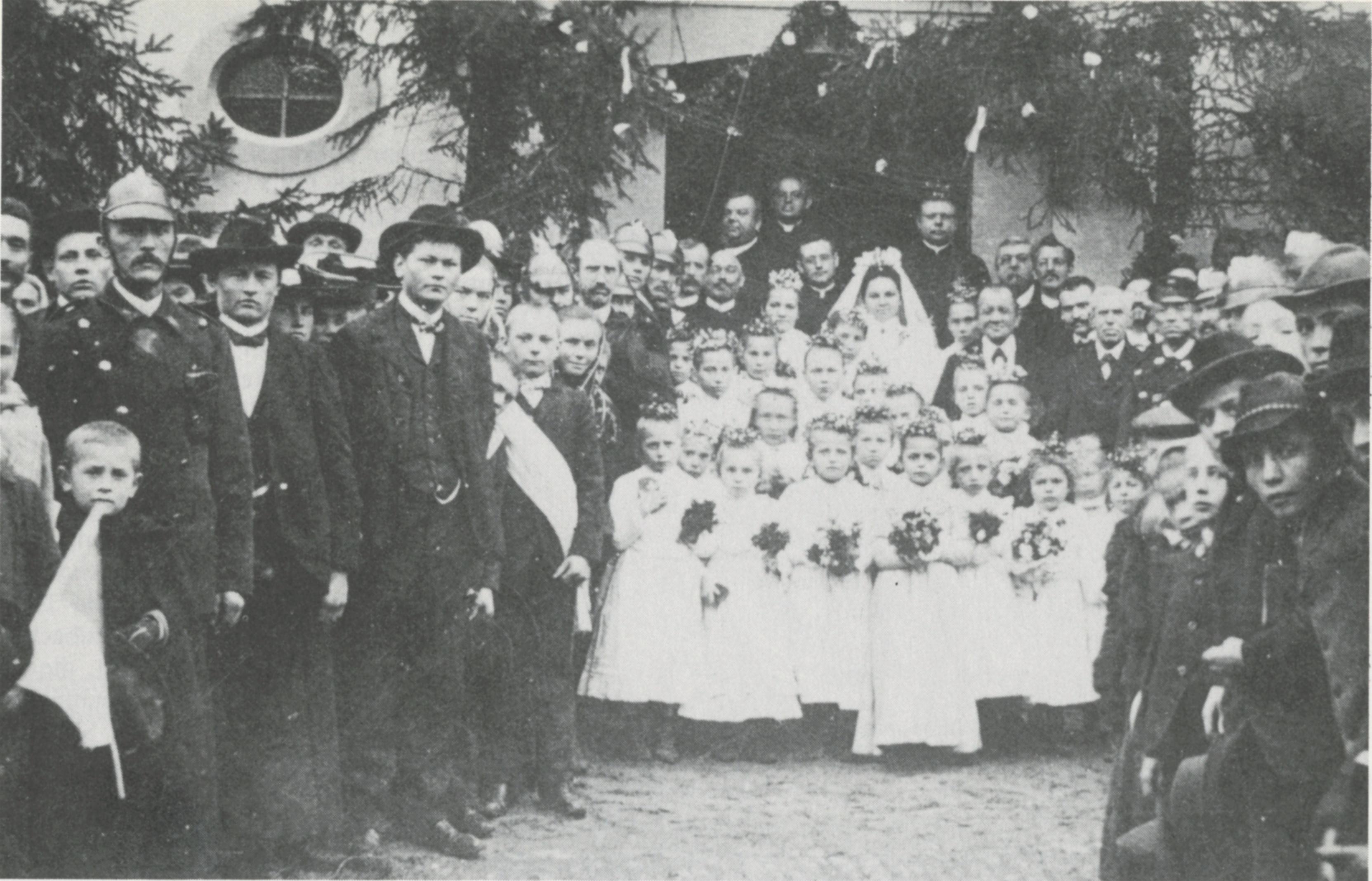
Die Einweihung der Kirche im Jahr 1907

Weiterhin belasteten häufige Durchzüge die Gemeinde. Nach der Völkerschlacht bei Leipzig wurde Hörblach von bayerischen, württembergischen und sächsischen Truppen durchzogen. Durch die fremden Soldaten stieg die Verschuldung, sodass am Ende der Napoleonischen Kriege viele Arme in Hörblach lebten. Eine Missernte im Jahr 1816 verschärfte die Situation. Nachdem in den Jahren zuvor immer wieder Brände das Dorf heimgesucht hatten, gründete sich 1878 eine Freiwillige Feuerwehr.
Zu Beginn des 20. Jahrhunderts war die Gemeinde Hörblach so gewachsen, dass man in Stadtschwarzach über den Bau einer Filialkirche nachdachte. 1901 wurde der Grundstein für das Gotteshaus gelegt, 1907 konnte der erste Gottesdienst in der Vituskirche gefeiert werden. 1921 erhielt Hörblach elektrischen Strom. Mit der Verbesserung der Geräte begann man bald auch die bisher ungenutzten Mainwiesen westlich des Dorfes zu bebauen. Sie waren besonders von den jährlichen Hochwassern betroffen, die auch eine immer wiederkehrende Gefahr für die Dorfbewohner darstellten.
Im Ersten Weltkrieg starben sieben Hörblacher auf den Schlachtfeldern in Europa. Die Nationalsozialisten forcierten in den 1930er Jahren den Anbau von Flachs, um unabhängiger von ausländischen Produkten zu werden. Insgesamt zwölf Tote waren im Zweiten Weltkrieg zu beklagen. Hörblach wurde 1945 wohl kampflos von den Amerikanern besetzt. 1946 kam es zu einer Explosion eines amerikanischen Munitionsfahrzeugs bei der mehreren Anwesen im Ort beschädigt wurden.
Mit dem Jahr 1956 schaffte man die alte Brunnen-Wasserversorgung ab und erhielt Fernwasser. 1965 löste man die einklassige Grundschule in Hörblach auf und schloss sich dem Schulverband Schwarzacher Becken an. Gleichzeitig weihte man auch die nahe Stadtschwarzach gelegene Kläranlage ein. Im Jahr 1971 erfolgte der Zusammenschluss der Gemeinden Stadtschwarzach, Schwarzenau und Hörblach zu einer Großgemeinde, 1973 traten ihr auch Düllstadt, Gerlachshausen und Münsterschwarzach bei.

### Ortsname
Der Ortsname Hörblach verweist wohl bereits auf die alemannische Siedlungsepoche und ist damit, neben dem Namen des Baches Schwarzach selbst, ältestes etymologisches Zeugnis von menschlicher Besiedlung im Schwarzacher Becken. So leitete man das Präfix Hörbl- vom alemannischen Wort horo ab, das so viel wie Sumpf oder Kot bedeutet. Die Endung ach, vom germanischen -aha, steht für das Wort Wasser. Danach wäre hier ein sumpfiger Bach dem Main zugestrebt, was eventuell auf den Wenzelbach hindeutet.
Die Bezeichnungen für das Dorf wechselten in Mittelalter und Früher Neuzeit ständig. So sprach man von „Hurwilaha“, „Hyerblach“, „Horblich“, „Haerblach“ und „Hürlbach“. Am häufigsten taucht wohl die Namensform „Hürblach“ auf. Seltener war die Rede von „Bawlach“ oder „Baulach“. Der heutige Name tauchte mit einer Urkunde vom 18. August 1791 verhältnismäßig spät in den Quellen auf.

### Verwaltung und Gerichte
| Die folgenden Verwaltungseinheiten waren Hörblach übergeordnet. - bis 1551: Markgrafschaft Brandenburg-Ansbach - bis 1803: Amt Dettelbach im Hochstift Würzburg - bis 1862: Landgericht Dettelbach im Untermainkreis, ab 1837 Unterfranken - bis 1879: Bezirksamt Volkach in Unterfranken - bis 1973: Bezirksamt Kitzingen, ab 1939 Landkreis Kitzingen in Unterfranken - ab 1973: Ortsteil der Gemeinde Schwarzach am Main, Landkreis Kitzingen |  | Gerichtlich unterstand Hörblach folgenden Instanzen. - bis 1803: Zentgericht Stadtschwarzach im Hochstift Würzburg - bis 1862: Landgericht älterer Ordnung Dettelbach - bis 1879: Landgericht Dettelbach - bis 1943: Amtsgericht Dettelbach im Landgerichtsbezirk Würzburg - ab 1943: Amtsgericht Kitzingen im Landgerichtsbezirk Würzburg |

## Politik

### Vom Bürgermeister zum Ortssprecher
Über die innerdörfliche Ordnung der Vergangenheit ist aus Hörblach kaum etwas bekannt. Wahrscheinlich war der Ort wie vergleichbare Gemeinden im Umland organisiert. Die Bevölkerung wählte aus ihren Reihen einen Dorfmeister oder Vorsteher, der allerdings gegenüber der Obrigkeit keinerlei Befugnisse innehatte, sondern lediglich als Ansprechpartner fungierte. Ihm gegenüber stand der weitaus mächtigere Schultheiß, der vom Grundherren eingesetzt wurde.
Mit dem Übergang an Bayern zu Beginn des 19. Jahrhunderts erhielt Hörblach dann einen gewählten Ortsvorstand. Die Bezeichnung des Vorsitzenden dieser Repräsentanten wechselte zunächst, ab der Mitte des 19. Jahrhunderts etablierte sich auch für die kleineren Dörfer die Bezeichnung Bürgermeister. In Hörblach übernahmen Mitglieder der Familie Falkenstein am häufigsten das Amt des Bürgermeisters. Bereits im 18. Jahrhundert tauchen Vertreter ihrer Familie als Bürgermeister auf.
| N. Pfaff           | 1888–1903 |          |
| Valentin Reuß      | 1905–1913 |          |
| N. Ruß             | 1919–1922 |          |
| August Hubert      | 1923–1929 |          |
| N. Rehberger       | 1930–1944 |          |
| Johann Erk         | 1944–1946 |          |
| August Falkenstein | 1946–1947 |          |
| August Goldschmitt | 1947–1951 |          |
| Hans Hubert        | 1951–1968 | Gastwirt |
| Bruno Leierer      | 1968–1971 |          |

Die Vornamen der Bürgermeister aus der ersten Hälfte des 20. Jahrhunderts sind nicht mehr alle zu identifizieren. Besonders bemerkenswert ist, dass der von den Nationalsozialisten 1944 eingesetzte Bürgermeister Johann Erk auch unter den amerikanischen Besatzern weiter im Amt blieb. Nach dem Verlust der jahrhundertealten Eigenständigkeit in den 1970er Jahren erhielten die ehemals selbstständigen Orte des Schwarzacher Beckens einen Ortssprecher, der sich um ihre Vertretung im neuen Gemeinderat kümmern sollte.

### Einwohnerentwicklung
Die Bewohner von Hörblach wurden im 16. Jahrhundert erstmals eher zufällig während der sogenannten Huldigungen des Grundherren erfasst. Damals schwörten alle männlichen Familienvorstände den Eid auf den Bischof von Würzburg. Durch Hochrechnungen ließen sich etwa 100 Personen im Ort ausmachen. Die Zahl schwankte auch nach dem Wiederaufbau des Dorfes nach dem Dreißigjährigen Krieg immer um 100 Personen. Anders als in den Dörfern der Umgebung wurde in Hörblach die Sitte der Realteilung nicht praktiziert, sodass die Bevölkerung nicht anstieg.
In der ersten Hälfte des 18. Jahrhunderts wurde Hörblach von über 150 Menschen bewohnt. Erst zu Beginn des 19. Jahrhunderts überschritt man die 200-Einwohner-Marke. Da keine neuen Häusern außerhalb des Ortskerns errichtet wurden, lebten noch 1931 nur 230 Personen in Hörblach. Die Flüchtlinge und Vertriebenen nach dem Zweiten Weltkrieg ließen das Dorf dann auf über 300 Personen wachsen. Ein solcher, kurzzeitiger Anstieg der Bevölkerung wurde in den 1960er Jahren nochmals durch den Bau der Autobahn erreicht. Heute leben um die 300 Personen in Hörblach.
| Jahr      | Einwohner | Jahr | Einwohner | Jahr | Einwohner |
| --------- | --------- | ---- | --------- | ---- | --------- |
| nach 1558 | um 113    | 1852 | 234       | 1961 | 285       |
| nach 1622 | um 99     | 1905 | 251       | 1975 | 201       |
| 1725      | 186       | 1939 | 256       | 1979 | 314       |
| 1804      | 201       | 1950 | 341       | 1987 | 375       |

## Kultur und Sehenswürdigkeiten

### Baudenkmäler

#### St. Vitus

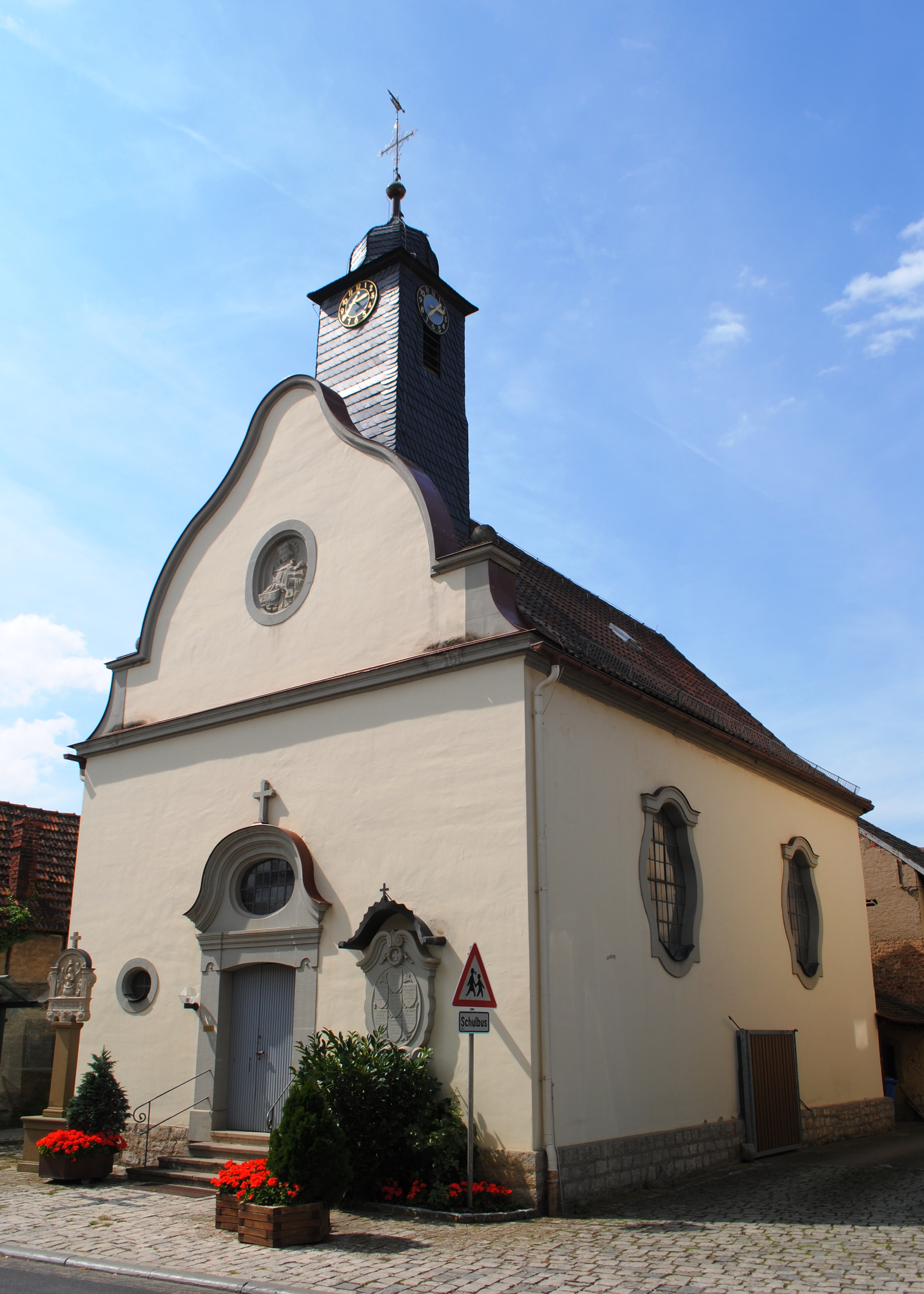
Die Vituskirche in Hörblach

Die Kirche ist ein Neubau des beginnenden 20. Jahrhunderts. Zuvor stand an dieser Stelle das alte Rathaus von Hörblach, mit einem Fachwerkobergeschoss und einem kleinen Dachreiter, das auch die Schule der Gemeinde aufnahm. 1901 war die Bevölkerung so stark gewachsen, dass man über eine eigene Filialkirche nachdachte. Noch im selben Jahr wurde das Rathaus abgebrochen. Es dauerte allerdings noch bis ins Jahr 1907, bis der erste Gottesdienst gefeiert werden konnte.
Zunächst war das Gotteshaus im Stile der Neugotik geplant worden, mangelnder Platz an der Stelle des alten Rathauses führte jedoch im Verlauf der Planungen zur Errichtung einer neubarocken Kirche. Sie ist mit einem vierseitigen Dachreiter ausgestattet und weist an der Schaufassade einen Schweifgiebel auf. Das Portal und die beiden Rundfenster sind reich profiliert. Außen hängt ein Gedenkstein, der an die Gefallenen der Gemeinde erinnert.
Der überwiegende Teil der Ausstattung kam kurz nach der Errichtungszeit in das Gotteshaus. Im Stile der Nazarener präsentiert sich der Altar von Franz Wilhelm Driesler aus dem Jahr 1905, der die heilige Familie mit dem Johannesknaben zeigt. Mehrere Figuren im Inneren der Kirche entstammen der Werkstatt des Stadtschwarzacher Künstlers Hans Dresch und kamen 1959 in das Gebäude. Besonders alt ist die Vitusglocke des Jahres 1732. Sie war wohl bereits im Dachreiter des Rathauses aufgehängt.

#### Bildstöcke und Kleindenkmäler
Besonders typisch für Hörblach sind die Bildstöcke, die als Wegmarken und als Zeichen der Volksfrömmigkeit überall in der Flur Aufstellung fanden. Der Bestand der Denkmäler ist allerdings durch Zerstörungen bedroht. So bestanden noch 1984 insgesamt fünf Martern in Hörblach, heute haben sich noch drei erhalten. Ältester Stock ist der sogenannte Vitusbildstock, der eng mit dem Ortspatron des Dorfes verbunden ist. Er fand vor der Kirche Aufstellung und wurde 1618 mit dem Relief des heiligen Veit im Kochtopf gestiftet. → siehe auch: Vitusbildstock (Hörblach)
Die sogenannte Dreifaltigkeitsmarter im Flurteil „Am Schlossweg“, in der Nähe der Großlangheimer Straße ist dagegen wesentlich jünger. Sie wurde 1766 geschaffen, was eine heute entfernte Inschrift belegte. Die Vorderseite des schmalen Aufsatzes zeigt die heiligste Dreifaltigkeit, auf der Rückseite wurde die Verkündigung Mariens dargestellt. An den Seiten wurden, eventuell als Stifterfiguren, die Heiligendarstellungen des Drachentöters Georg (links) und des Paulus oder Michael (rechts) angebracht.
Aus dem 19. Jahrhundert stammt dagegen eine Marter, die in der Nähe der Fuchsgasse aufgestellt wurde. Zunächst war der Bildstock im Süden des Ortes zu finden, beim Bau der Autobahn verlegte man das Kunstwerk in das Dorf. Die Bildtafel wird von einer Pietà dominiert, darunter ist die Inschrift „Bitte für uns“ zu finden. Eine weitere Inschrift nimmt die Rückseite ein. Sie lautet: „1849 errichtet zu Ehren der schmerzhaften Mutter Gottes. Erneuert von Wohltätern und der Gemeinde Hörblach 1956. Dresch“.
Zwei weitere Bildstöcke sind heute nicht mehr in Hörblach auffindbar. 1984 bestand von der einen Marter noch der Sockel, auf dem eine Inschrift zu finden war, die auf die Stiftung 1760 verwies. Der andere Bildstock stand an der Straße nach Stadtschwarzach und wurde 1981 vor der Heiligkreuzkirche in Stadtschwarzach aufgestellt. Der Bildstock wurde von den Hörblachern „Schneblichen Marter“ genannt und zeichnet sich durch seine Nischen aus, die heute mit Metalltafeln verschlossen sind.
Die kleine Feldkapelle an der Großlangheimer Straße wurde 1939 von der Firma Gerlach erbaut und stellt einen Ersatz für die ursprünglich in der Hauptstraße befindliche Kapelle dar, die 1938 abgerissen wurde. Die alte Kapelle war ein schlichter Satteldachbau aus dem 18. Jahrhundert. Heute ist die Feldkapelle ziegelgedeckt und bewahrt in ihrem Inneren eine Kopie der Pietà aus Großlangheim, die der Werkstatt Tilman Riemenschneiders zugeschrieben wird. Ursprünglich war eine Figur des Jesus an der Geißelsäule aufgestellt, die 1945 aber verbrannt sein soll. Die Kapelle wird heute irrtümlicherweise vom Bayerischen Landesamt für Denkmalpflege auf 1760 datiert.

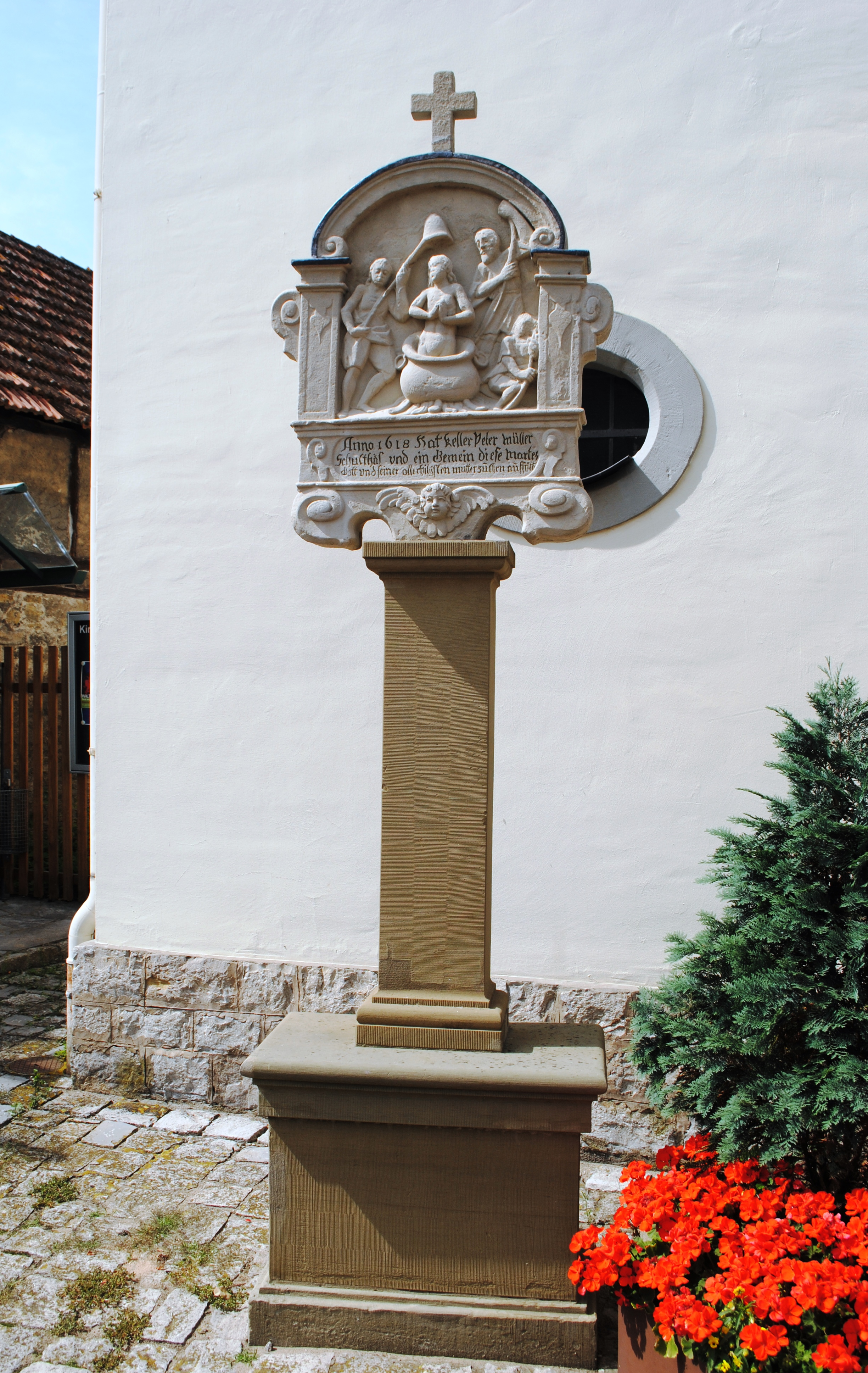
Vitusbildstock vor der Kirche
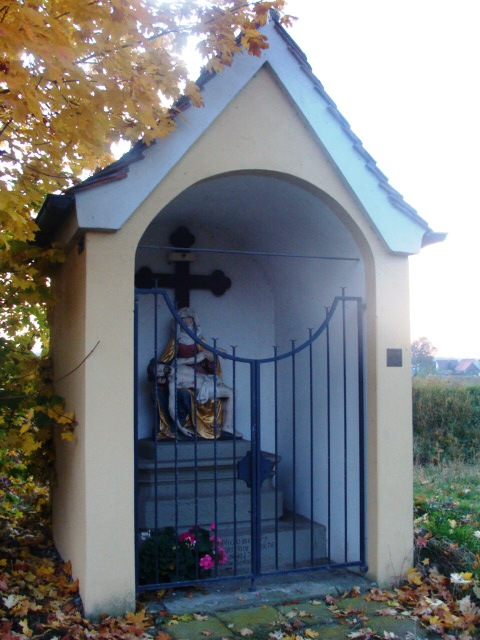
Die Feldkapelle
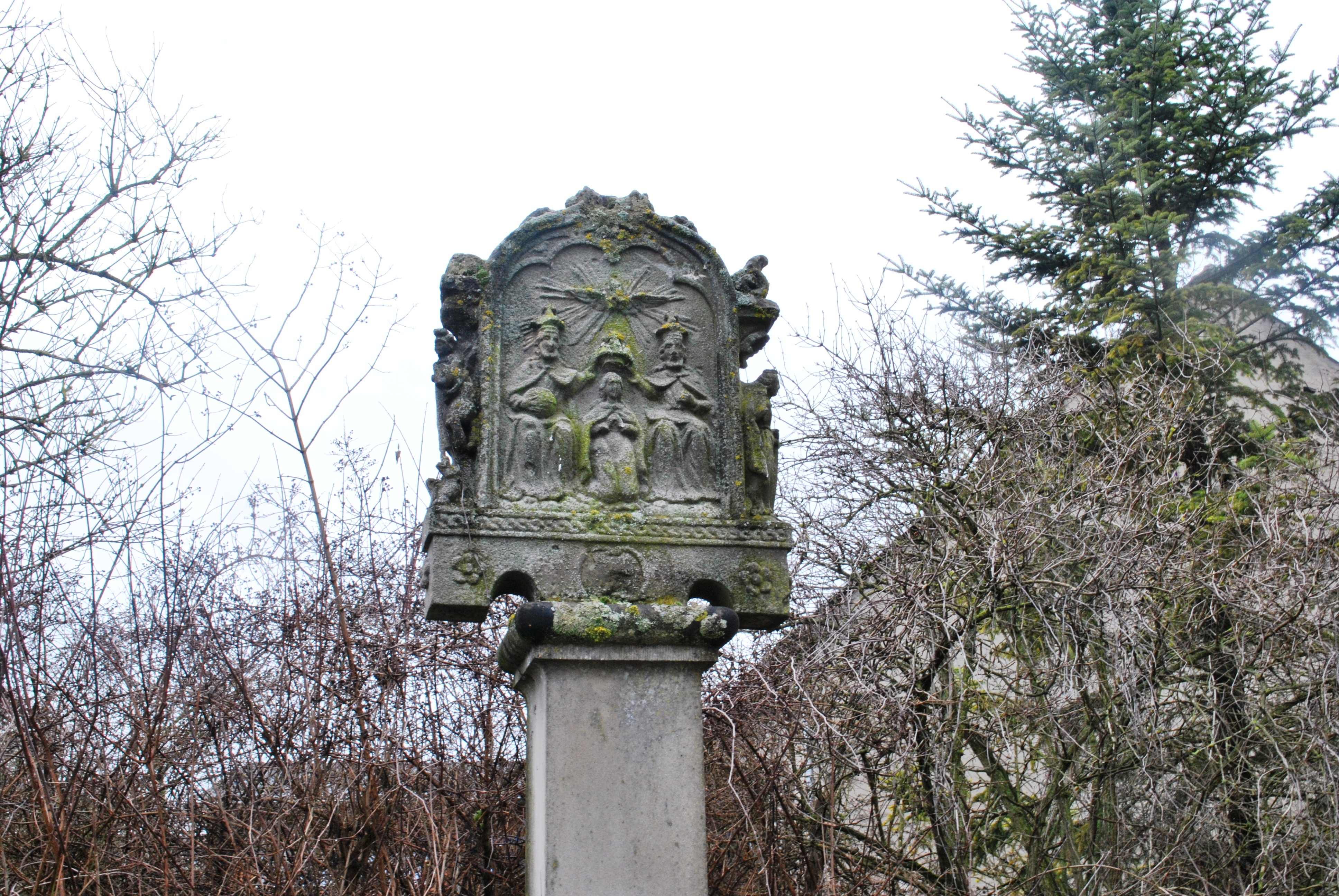
Dreifaltigkeitsbildstock
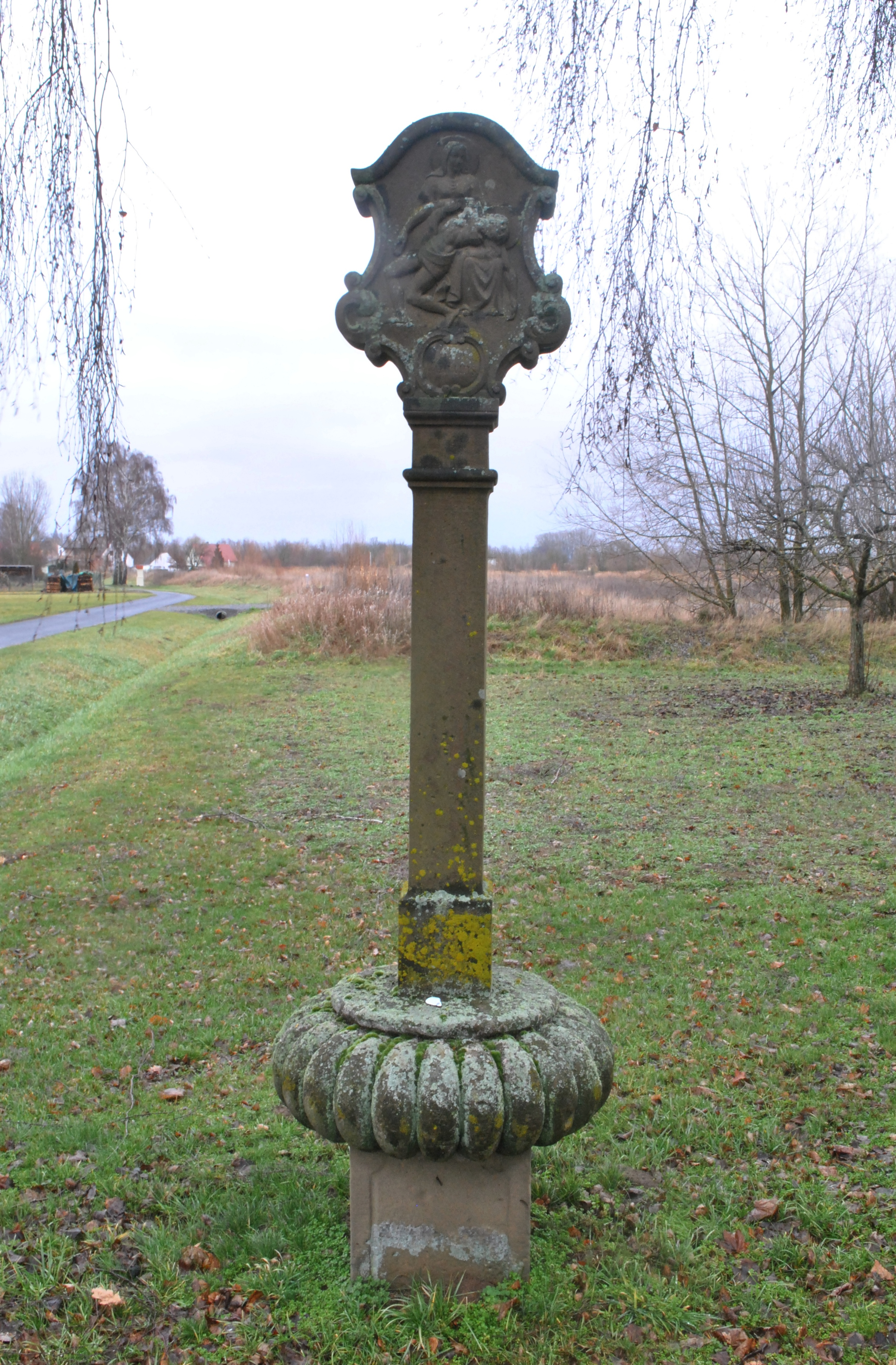
Pietà-Bildstock von 1849

### Donnersgut
Ältester, urkundlich genannter Hof in Hörblach ist das sogenannte Donnersgut (auch Spitalhof) mit der alten Hausnummer 34 (heute Kitzinger Straße 6). Es tauchte wohl bereits 1361 als Gut der Ritter von Dettelbach in den Quellen auf. Die Ritter verpfändeten das Gut im Laufe des 16. Jahrhunderts, sodass ein weiterer adeliger Besitzer mit Namen Donners in den Besitz kam. Donners wurde allerdings wegen begangenem Ehebruch ergriffen und sein Gut vom fürstbischöflichen Kastenamt Kitzingen eingezogen.
Während des Dreißigjährigen Krieges verfiel das Hofgut und auch die Felder wurden nicht mehr bebaut. Unter Fürstbischof Johann Philipp von Schönborn erlebte das Donnersgut einen Wiederaufbau. Er schenkte den Hof am 22. November 1643 an seinen Cammer-Sekretarius Peter Sauer. Das Hofgut wurde in der Urkunde als lehensfrei bezeichnet. Nach Peter Sauer erbte sein Sohn, der Bürgermeister von Kitzingen war, das Donnersgut. Anschließend hatte Johannes Valentin Gehrig, Schultheiß aus Sommerach das Gut als Vormund des Hans Adam Sauer und seiner Geschwister inne.
Gehrig verkaufte das Donnersgut im Jahr 1729 an das Juliusspital Würzburg. Damals tauchte auch die erste Beschreibung des Hofgutes auf. Es bestand aus einem eingeschossigen, steinernen Wohnhaus an das Scheunen und Stallungen angebaut waren. Zwischen dem Juliusspital und dem fürstbischöflichen Amtskeller in Dettelbach kam es in der Folgezeit zu Streitigkeiten, weil in das eigentlich (belastungs-)freie Hofgut 1733 Soldaten einquartiert wurden. Damals saß der Beständer (Pächter) Johann Blass auf dem Gut. 1735 wurde der Streit beigelegt.
Am 7. November 1785 begann man damit, den juliusspitälischen Hof zu zerschlagen und aufzuteilen. Im Jahr 1789 hatte allerdings Johann Link alle Hofteile aufgekauft. Ihm folgte Georg Otto, der den Hof 1849 an seinen Sohn Michael Otto übergab. Wegen Überschuldung musste der Hof an Lippmann Weikersheimer aus Großlangheim veräußert werden. 1889 war der Hof in Händen des Georg Fröhling. Von ihm übernahm ihn 1918 sein Bruder Alois Fröhling, 1984 besaß Willibald Fröhling das Hofgut.

### Vitusverehrung
Die Verehrung des heiligen Vitus (oder Veit) in Hörblach ist wesentlicher älter, als es die zu Beginn des 20. Jahrhunderts gebaute Vituskirche vermuten lässt. Der Ortspatron wurde insbesondere während der jährlichen Prozessionen von der Mutterkirche Stadtschwarzach aus in Form einer Figur durch das Dorf und die Flur getragen. Die Statue war von den Hörblachern der Kirche in Stadtschwarzach gestiftet worden und verblieb während dieser Prozessionen immer in den Händen der Hörblacher Bevölkerung.
Um den heiligen Vitus ranken sich auch mehrere Geschichten, so sollen die Träger seiner Figur den Heiligen einmal in einem Feld vergessen haben. In den 1950er Jahren versuchten die Hörblacher auch die Vitusfigur in ihre eigene Kirche zu überführen. Allerdings mussten sie das Objekt kurze Zeit später zurückbringen, weil dem Stadtschwarzacher Pfarrer das Fehlen aufgefallen war. Heute erinnert, neben der Kirche, noch der Vitusbildstock an die besondere Verehrung des Heiligen in Hörblach.

### Anna-Guthwill-Stiftung
Von kulturhistorischer Bedeutung ist die sogenannte Anna-Guthwill-Stiftung in Hörblach. Sie entstand zwischen 1616 und 1622 und geht auf die Landstiftung einer unbekannten Hörblacher Bäuerin zurück, der später der Name Anna Guthwill zugeschrieben wurde. Sie hinterließ dem Dorf ein Feld in der Flur Wiesackher, das in einzelne Parzellen für die Bewohner eingeteilt wurde. Die Bewohner leisteten eine Pacht, die der Stiftung zugutekam.
Der Zweck der Stiftung war ein sogenanntes Frauenfest. Jeden Faschingsdienstag trafen sich die Bewohnerinnen von Hörblach ohne ihre Männer und besuchten eine Messe zu Ehren der verstorbenen Stifterin. Anschließend zogen die Frauen zum Rathaus und durften dort auf Kosten der Stiftung Bier trinken. Die Obrigkeit versuchte lange Zeit, den Brauch zu verbieten, scheiterte jedoch immer. Im 20. Jahrhundert verlor der Brauch an Bedeutung.

### Regelmäßige Veranstaltungen
Mehrere regelmäßige Veranstaltungen prägen heute den Jahresverlauf in Hörblach. Insbesondere die katholische Kirche und ihr kultureller Einfluss prägte die Bräuche. Zu Beginn des Jahres ziehen die Schulkinder von Haus zu Haus und wünschen den Dorfbewohnern alles Gute im neuen Jahr. Die Entstehung dieses „Neujahrswünschen“ ist nicht bekannt. Einen ähnlichen Charakter besitzt das Ratschen während der Karwoche. Dabei ersetzen die lauten Ratschen der Kinder, die an jeder Tür klingeln, die während der Karwoche schweigenden Kirchenglocken.
Lange Zeit stellte man in Hörblach auch die sogenannte Mettenwache auf, die an Heiligabend die Dorfflur bewachte. Dabei zog ein Polizeidiener ab 21 Uhr zu jeder vollen Stunde mit der „Mettenpfeife“ durch das Dorf. Ein besonderer Brauch wurde vor dem Bau des Leichenhauses im Stadtschwarzacher Friedhof begangen. Die Hörblacher mussten geschlossen zur Beerdigung einer ihrer Nachbarn auftauchen, die Kinder erhielten sogar schulfrei, und durften im Gegenzug Brötchen mitnehmen. Der Tag einer Beerdigung wurde im Volksmund deshalb auch „Semmelestoch“ (Semmelstag) genannt.

## Wirtschaft und Infrastruktur

### Wirtschaft
Wirtschaftlich ist Düllstadt heute weitgehend in den Strukturen der Gemeinde Schwarzach am Main aufgegangen. Ähnlich wie in den Nachbarorten pendelt man in die großen Industriebetriebe nach Kitzingen oder Würzburg aus. Jahrhundertelang war allerdings der Weinbau die vorherrschende Wirtschaftsform in Hörblach. Der Niedergang der Weinbaukultur erfolgte bereits im 18. Jahrhundert. Durch das Auftreten der Reblaus und die wirtschaftliche Krise zu Beginn des 19. Jahrhunderts kam er vollständig zum Erliegen.
Ähnlich wie in den Gemeinden der benachbarten Mainschleife versuchte man zunächst durch die Obstbaumzucht auf die veränderten Bedingungen zu reagieren. Die sandigen Böden der Hörblacher Gemarkung waren vor allem für den Zwetschgenanbau geeignet. Daneben entstand 1868 ein kleines Flachsbrechhaus, das auf den Flachsanbau verweist. Allerdings stieg Flachs niemals zum Exportprodukt auf, sondern wurde lediglich für das Dorf selbst hergestellt. Lediglich während des Zweiten Weltkriegs lieferte man den in Hörblach produzierten Flachs auch aus.
Heute spielt der Sandabbau für den Ortsteil Hörblach eine große Rolle, der auch das Bild der Gemarkung in den letzten Jahren stark verändert hat. Die Baggerseen entstanden durch die Kitzinger Firma Lenz-Ziegler-Reifenscheid, die noch heute an einigen von ihnen weiterbaggert. Die bereits renaturierten Seen sind verschiedenen Nutzungen unterworfen. So wurde der größte der Seen in einen Baggersee umgewandelt. Langfristig besitzen die Hörblacher Seen auch ein touristisches Potential.

### Verkehr
Heute kann Hörblach durch seine Nähe zum Verkehrsknotenpunkt Stadtschwarzach als gut angeschlossen gelten. Bereits in der Frühen Neuzeit und am Übergang zum 19. Jahrhundert profitierte die kleine Siedlung durch seine Nähe zur Fährstelle Schwarzenau, die zwischen Würzburg und dem Steigerwald vermittelte. Allerdings brachte diese geografische Lage auch Probleme mit sich, weil Hörblach häufig als militärisches Quartier und Durchgangsstation missbraucht wurde. So waren im Mai 1807 424 französische Soldaten untergebracht. Vor der Flurbereinigung stieß die Gemarkung von Hörblach direkt an die Fährstelle und die spätere Ludwigs-Brücke bei Schwarzenau.
Im äußersten Süden der Gemarkung ist heute die Autobahnauffahrt 74 Kitzingen/Schwarzach auf die Bundesautobahn 3 (Europastraße 45) zu finden. Sie entstand zwischen 1960 und 1964 und verbindet die BENELUX-Staaten mit dem südbayerischen Raum. Von ihr zweigt von Süden kommend die Bundesstraße 22 ab, die im Zuge des Autobahnbaus als Umgehungsstraße westlich des Dorfes vorbeigeführt wird und sich dann in Richtung Osten (Steigerwald/Bamberg) wendet. Die wichtige Kreuzung der Bundesstraße mit den Staatsstraßen 2271 und 2450 liegt bereits auf Stadtschwarzacher Gemarkung.
Mit der Kreisstraße KT 12 verläuft eine lokal wichtige Verbindung quer zur Hörblacher Hauptstraße durch das Dorf. Es handelt sich um die Großlangheimer Straße, die die gleichnamige Gemeinde mit Hörblach verbindet. Einzige, weitere benannte Straße ist die Kitzinger Straße, die das Rückgrat des Straßendorfes bildet. Der Main hat heute keine Verkehrsbedeutung für Hörblach mehr. Die nächsten Häfen sind in Volkach (Mainlände) und in Kitzingen (Häfen Kitzingen) zu finden. Hörblach wird von einer Buslinie der OVF angefahren. Es handelt sich um die Linie 8110 (Kitzingen-Dettelbach/Schwarzach-Volkach).

### Bildung
| Name           | Amtszeit  |
| Adalbert Zahn  | 1884–1911 |
| Joseph Fertig  | 1911–1923 |
| August Ullrich | –1965     |

Heute besitzt Hörblach keine eigene Schule mehr. Seit 1965 werden die Kinder in der Verbandsschule Schwarzacher Becken unterrichtet, die als eine der ersten überregionalen Schulen in Unterfranken entstand und in der Nähe von Stadtschwarzach errichtet wurde. Bereits im Mittelalter und der Frühen Neuzeit besuchten die Kinder aus Hörblach, die an die Stadtschwarzacher Pfarrkirche angeschlossene Schule. Erst 1788 erhielt das Dorf eine eigene Schule.
Wohl im Jahr 1874 gewährte die Verwaltung Hörblach sogar ein eigenes Schulhaus, zuvor fand der Unterricht zumindest zeitweise auch im Rathaus statt. 1902 stockte man den Schullehrersaal auf. Im Obergeschoss war damals die Wohnung des Lehrers untergebracht. Unter Hauptlehrer Adalbert Zahn, der am 1. Juni 1884 seine Stelle antrat, wurde Hörblach zu einer mehrklassigen Dorfschule ausgebaut. Im 20. Jahrhundert beschränkte man sich allerdings auf die Unterrichtung in einer einzigen Klasse.
Hörblach liegt heute im Sprengel des Mittelschulverbundes Dettelbach-Volkach und ist der Rudolf-von-Scherenberg Mittelschule in Dettelbach zugeordnet. Weiterführende Schulen können mit der Mädchenrealschule in Volkach und mit der Realschule in Dettelbach besucht werden. Gymnasien gibt es in Münsterschwarzach (Egbert-Gymnasium), Volkach-Gaibach (Franken-Landschulheim Schloss Gaibach), Wiesentheid (Steigerwald-Landschulheim) und Kitzingen (Armin-Knab-Gymnasium).

### Vereine und Verbände

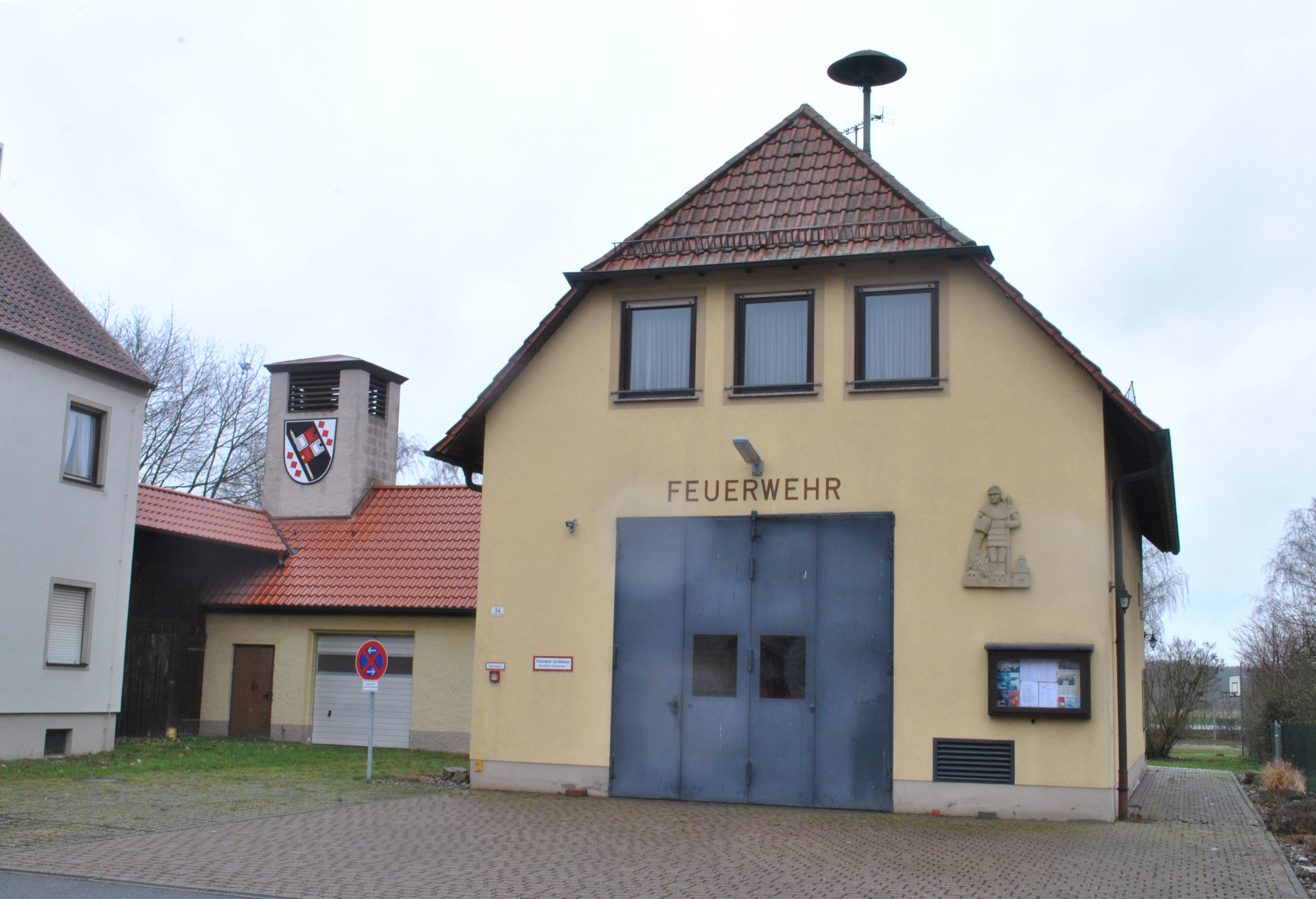
Das Feuerwehrhaus in Hörblach

Heute bestehen, aufgrund der geringen Größe des Ortes, nur noch zwei Vereine in Hörblach. Ältester ist der Feuerwehrverein, der sich bereits 1878 als Freiwillige Feuerwehr gründete. Zunächst bestand er aus acht Männern und wuchs in der Folgezeit. Im Jahr 1930 legte man einen Löschwasserteich für die Feuerwehr an. Während der nationalsozialistischen Diktatur wandelte man die Feuerwehr in einen Teil der Polizei um. Bereits 1947 erhielt die Hörblacher Feuerwehr eine Motorspritze. Heute besitzt die Feuerwehr ein Tragkraftspritzenfahrzeug (TSF). Amtierender Kommandant ist Michael Ort.
Wesentlich jünger ist der Hörblacher Burschenverein. Er wurde am 1. März 1914 in Anlehnung an die katholische Landjugendbewegung ins Leben gerufen. Bereits 1923 erhielt der Verein eine eigene Fahne, die trotz der Auflösung des Vereins während der NS-Diktatur erhalten blieb. Kurzlebiger war dagegen ein Fußballklub in Hörblach, der sich 1920 gründete. Zwischen Stadtschwarzach und Hörblach bestand zu dieser Zeit auch ein Spielfeld.